# Willem en Marianna der Nederlanden
Willem der Nederlanden (Rotterdam?, 5 mei 1818 – Frederiksoord, 19 februari 1902) en zijn zus Marianna der Nederlanden (Rotterdam?, 24 maart 1820 – Steenwijkerwold, 21 februari 1900) worden door sommigen verondersteld onwettige kinderen te zijn van koning Willem II bij diens maîtresse Marianna von Evers van Aldendriel. Sluitend bewijs ontbreekt.

## Achtergrond
De geboorteplaats van beide kinderen is onbekend. In het geboorteregister van Rotterdam van de jaren 1818, respectievelijk 1820, zijn de vermeende geboorteakten niet aanwezig. De geboortedata zijn afkomstig uit een brief van "P. Nederlander" van 29 juni 1820, zoals deze bewaard is gebleven in het archief van de Maatschappij van Weldadigheid in het Drents Archief.  Sluitend bewijs dat de twee afstammen van koning Willem II is er niet.
Willem en Marianna werden op 5 juli 1820 als bestedelingen opgenomen door de Maatschappij van Weldadigheid. Zij droegen destijds de namen Floris en Emma, doch die werden om nu onbekende redenen gewijzigd in "Willem" en "Marianna". De namen van Floris en Emma zouden dezelfde zijn als van de paarden van generaal Johannes van den Bosch. De maatschappij had gedurende de jeugd van de kinderen regelmatig contact met de vader, die anoniem wenste te blijven. Hij ondertekende zijn brieven met "P. Nederlander", waaraan de kinderen hun achternaam ontleenden. Sommige schrijvers speculeren op de mogelijkheid dat die naam wijst op "Prins der Nederlanden". Eens in de zoveel tijd moesten de kinderen aan de weg gaan staan, waarna er een koets met geblindeerde ramen langsreed die even stopte. De kinderen zouden nooit geweten hebben wie hun ouders waren.
Een reden waarom de namen van de ouders zo angstvallig geheim werden gehouden en zeker die van de moeder, is volgens degenen die geloven in een koninklijke afstamming dat de vermoedelijke moeder, Marianna von Evers van Aldendriel, bij de geboorte van Willem pas 14 jaar oud was en bij de geboorte van Marianna 16 jaar. De prins was elf jaar ouder. Ze is nooit getrouwd geweest, maar een sterke aanwijzing dat ze toch kinderen heeft gehad, vormt de bijzondere zin op het eind van haar bidprentje: "Ontsla de ziel van uw dienares Marianna ..... van de zonden welke zij door de zwakheid des vleesches in den menschelijke omgang heeft bedreven, wisch deze genadig uit". Dat het woord Zonden in meervoud wordt geschreven valt ook op en duidt op twee of meer kinderen.

## Nazaten
Zowel Willem als Marianna zorgden voor nageslacht. Uiteraard heet alleen dat van Willem nog altijd "Der Nederlanden"; een unieke naam. Marianna trouwde op 1 oktober 1840 met de Rotterdammer Jan Wardenier; bij haar huwelijk werd aangegeven dat haar geboorteplaats en ouders onbekend waren en ze ondertekende als M. Nederlander. Willem huwde eerst met Jacoba Scholtens en na haar dood op 18 november 1875 met Henderkien Snijder. Ook zijn geboorteplaats en ouders waren bij het huwelijk niet bekend. Willem had negen kinderen en Marianna tien.
Een opmerkelijk feit is verder dat Mariannes dochter Johanna Wardenier (1856-1944) in 1883 huwde met Adriaan Pieter Thomson (1853-1920), een telg uit de militaire officiersfamilie Thomson, en neef van de beroemde majoor Thomson (1869-1914). Opmerkelijk is dat Johanna uit een relatief arme kolonistenfamilie uit Veenhuizen stamde, terwijl de gegoede familie Thomson, een familie van gerenommeerde officieren was. Adriaans broer Jacques W.L. Thomson (1846-1914) was burgemeester van Appeltern van 1877 tot 1914.
De familie strijdt nog altijd voor erkenning, en de woordvoerder met de toepasselijke naam Frederik Hendrik der Nederlanden, verschijnt bij tijd en wijle in de media.